# Aleksandr Połukarow
Aleksandr Władimirowicz Połukarow (ros. Александр Васильевич Полукаров, ukr. Олександр Васильович Полукаров, Ołeksandr Wołodymyrowicz Połukarow; ur. 27 listopada 1959 w Ługańsku) – rosyjski piłkarz pochodzenia ukraińskiego, grający na pozycji obrońcy, a wcześniej pomocnika, trener piłkarski.

## Kariera piłkarska

### Kariera klubowa
Wychowanek DJuSSz Zoria Ługańsk, w którym rozpoczął karierę piłkarską. W 1980 przeszedł do Torpeda Moskwa. W Torpedzie występował przez 12 lat, a od 1986 pełnił funkcje kapitana drużyny. W sierpniu 1991 wyjechał do Izraela, gdzie bronił barw klubów Maccabi Tel Awiw, Maccabi Herclijja, Hapoel Jerozolima, Maccabi Ironi Aszdod i Hapoel Bnei Sakhnin. Latem 1998 powrócił do Rosji, gdzie został piłkarzem Torpedo-ZIŁ Moskwa, w którym zakończył karierę piłkarską.

### Kariera reprezentacyjna
Jako piłkarz radzieckiej reprezentacji U-18 w 1979 zdobył wicemistrzostwo Świata U-20 w Japonii.

## Kariera trenerska
W 2000 ukończył Wyższą Szkołę Trenerską. Od 2001 pracował w sztabie szkoleniowym FK Moskwa. 26 sierpnia 2007 w związku z dyskwalifikację głównego trenera Leonida Słuckiego kierował drużyną w meczu mistrzostw Rosji. 22 lutego 2010 po rezygnacji FK Moskwa z występów w mistrzostwach Rosji został odpowiedzialnym za podtrzymanie formy sportowej dla piłkarzy klubu, którzy nie zdążyli znaleźć nowego pracodawcę.

## Sukcesy i odznaczenia

### Sukcesy klubowe
- brązowy medalista Mistrzostw ZSRR: 1988, 1991
- zdobywca Pucharu ZSRR: 1986
- finalista Pucharu ZSRR: 1982, 1988, 1989, 1991
- mistrz Izraela: 1992
- wicemistrz Izraela: 1993, 1994
- zdobywca Pucharu Izraela: 1994
- finalista Pucharu Izraela: 1992, 1993
- mistrz Liga Leumit: 1996, 1997

### Sukcesy reprezentacyjne
- wicemistrz Świata U-20: 1979

### Sukcesy indywidualne
- wybrany do listy 33 najlepszych piłkarzy ZSRR: Nr 3 (1990), Nr 2 (1991)

### Odznaczenia
- nagrodzony tytułem Mistrza Sportu ZSRR: 1981